# Annona xylopiifolia
Annona xylopiifolia är en kirimojaväxtart som beskrevs av A. St.-hil. och Louis René Tulasne. Annona xylopiifolia ingår i släktet annonor, och familjen kirimojaväxter. Inga underarter finns listade i Catalogue of Life.